# Умм-Каср
Умм-Каср (араб. أم قصر‎) — портовый город на юге Ирака. Находится на части устья пролива Абдуллах, что ведёт к Персидскому заливу. Находится недалеко от границы с Кувейтом.

## Город
Численность населения до войны в 2003 году составляла 46 тысяч человек. Город состоит из 82 улиц, каждая улица имеет 72 дома.
До войны в 2003 году в Умм-Касре было 13 начальных школ (четыре — для мальчиков, четыре — для девочек и пять — совместного обучения) и пять средних школ (две — для мальчиков, одна вечерняя школа для мальчиков и две — для девочек), одна больница.
В городе расположен аэропорт гражданской авиации.
В 1,5 км от Умм-Касра расположен американский военный лагерь Кэмп-Букка.

## История
Первые упоминания об Умм-Касре относятся к 1903 году. Первоначально Умм-Каср был маленьким рыболовецким посёлком, но также в ряде случаев использовался и как военный порт. Долгое время город был малоизвестен, до того периода, когда король Ирака Фейсал II решил основать там постоянный действующий порт. Однако в 1958 году король Ирака был свергнут, что отодвинуло создание порта.
После революции в 1958 году в Умм-Касре была создана военно-морская база. Постоянный порт был основан в 1961 году Абдель Керим Касемом. Целью было снижение зависимости Ирака от спорной с Ираном реки Шатт-эль-Араб. В постройке портовых сооружений приняли участие также Германия, Швеция и Ливан, были проведены железные дороги, связывающие Умм-Каср с Багдадом и Басрой.
Значение Умм-Касра как военного порта возросло во время ирано-иракской войны (1980—1988). Иранские войска были близки к взятию Умм-Касра после захвата полуострова Фао, но тем не менее порт взят не был.
Широко стал известен Умм-Каср и во время Иракской войны. 21—24 марта 2003 года в Умм-Касре шли напряжённые бои, контроль над районами города поочерёдно переходил из рук в руки.